# Diabetes insípida
Diabetes insípida é uma doença caracterizada por grande quantidade de urina diluída e sede excessiva. A quantidade de urina produzida pode chegar aos 20 litros por dia. A diminuição da ingestão de líquidos tem pouco efeito na concentração de urina. Entre as possíveis complicações estão a desidratação ou crises epilépticas.
Existem quatro tipos de diabetes insípida, cada um com diferentes causas. A diabetes insípida central (DIC) é causada pela falta de vasopressina, uma hormona antidiurética. Esta falta pode ser o resultado de uma lesão no hipotálamo ou na hipófise ou ter causas genéticas. A diabetes insípida nefrogénica (DIN) é o resultado de problemas na resposta dos rins à vasopressina. A diabetes insípida dipsogénica (DID) é o resultado da ingestão excessiva de líquidos causada por problemas no mecanismo da sede no hipotálamo. A forma dipsogénica é mais comum em pessoas com determinadas perturbações psiquiátricas ou que tomem determinados medicamentos. A diabetes insípida gestacional ocorre apenas durante a gravidez. O diagnóstico é geralmente confirmado com Análises à urina, análises ao sangue e um teste de privação de água. A diabetes insípida é uma doença distinta da diabetes mellitus, que resulta de um mecanismo diferente, embora ambas causem produção de grande quantidade de urina.
O tratamento consiste na ingestão de quantidade suficiente de água de forma a prevenir a desidratação. Os restantes tratamentos dependem do tipo da doença. Na diabetes insípida central e gestacional, o tratamento consiste na administração de desmopressina. A diabetes insípida nefrogénica pode ser tratada com a resolução da causa subjacente ou com a administração de tiazida, aspirina ou ibuprofeno.
Em cada ano surgem em média 3 novos casos em cada 100 000 pessoas. A diabetes insípida central tem geralmente início entre os 10 e os 20 anos de idade e afeta ambos os sexos em igual proporção. A diabetes insípida nefrogénica pode ter início em qualquer idade.

## Sinais e sintomas
A diurese excessiva e a sede intensa são típicos da DI. Os sintomas do diabetes insipidus são similares aos da diabetes mellitus, com a distinção de que não ocorre a glicosúria (urina doce) e não há hiperglicemia (glicose do sangue elevada). Problemas de visão são raros. A primeira manifestação do diabetes insípido costuma ser nictúria pela perda de capacidade de concentração da urina no período da noite.
A apresentação clínica ocorre com poliúria aumento da freqüência urinária e volume (volume urinário em 24 horas > 3 l [> 40 ml/kg] em adolescentes e adultos e > 2 l/m2 de superfície corporal [> 100 ml/kg] em crianças) e consequente aumento da ingestão de água (polidipsia), sede intensa, com ingestão de grande quantidade de líquidos. A velocidade de instalação dos sintomas é importante, visto que, na maioria dos pacientes com diabetes insípido renal hereditário, a manifestação se verifica já na primeira semana de vida. Nos casos de diabetes insípido central hereditário, a manifestação pode ocorrer na infância após o primeiro ano de vida ou na adolescência.
Em adultos, o início dos sintomas costuma se dar de forma súbita nos casos de diabetes insípido central e de forma insidiosa nos casos de diabetes insípido renal.
O aumento do volume urinário, que pode chegar a 18 l em 24 horas, é compensado com o aumento da ingestão hídrica. O excesso de diurese continua dia e noite. Estes pacientes tem uma grande suscetibilidade à desidratação e distúrbios hidroeletrolíticos. Em pacientes sem acesso livre a água (por exemplo, sedados), com alteração hipotalâmica no centro da sede (por exemplo, lesões hipotalâmicas) e naqueles com grande volume urinário, pode haver distúrbios hidroeletrolíticos graves.
Em crianças, a DI pode interferir no apetite, no ganho de peso e no crescimento. Ela pode levar à febre, vómitos ou diarreia. Adultos  com uma DI sem tratamento permanecem saudáveis por décadas desde que a ingestão de água seja suficiente para compensar as perdas urinárias. Entretanto, há um risco contínuo de desidratação.

## Diagnóstico
Para identificação da causa da poliúria, a glicemia (glicose do sangue) e o cálcio sérico devem ser testados. Os eletrólitos podem se mostrar alterados; hipernatremia (excesso de sódio) são comuns nos casos graves. O exame parcial de urina mostra baixos níveis de electrólitos, e a osmolaridade e densidade urinárias são alta.
Um "teste de privação de água" ajuda a determinar se a DI é causada por:
- excesso de ingestão de líquidos;
- um defeito na produção do hormônio antidiurético; ou
- um defeito na resposta renal ao hormônio.

Este teste mede modificações no peso corporal, volume urinário e composição urinária. Dosagens de Hormônio Antidiurético (ADH) no sangue pode ser necessário para o diagnóstico final.
Para distinguir entre as várias formas, a estimulação com desmopressina (um análogo mais potente da vasopressina), pode também ser utilizada, injectável, via spray nasal ou via oral. Caso ocorra redução do volume urinário e aumento da densidade urinária, a produção do ADH pela glândula pituitária é deficiente e a resposta renal é normal. Caso haja falta de resposta renal a desmopressina não fará efeito.
Se a DI central é suspeitada, testa-se outro hormónios produzidos pela pituitária e realiza-se uma ressonância nuclear magnética (MRI) para descobrir se alguma outra doença está afectando a pituitária, como um prolactinoma.

## Fisiopatologia
A concentração urinária que ocorre em pessoas normais é devida à secreção do hormônio antidiurético (ADH) pela porção posterior da glândula hipofisária e pela ação deste hormônio nos rins, onde ocorre a concentração urinária.
Há dois tipos distintos de diabete insípido: o central, onde ocorre uma deficiência da glândula hipofisária em liberar o ADH, e que pode ser primário ou secundário. É primário quando não há uma lesão identificável na hipófise, podendo ser genético ou esporádico (idiopático); é secundário, quando há danos na hipófise ou no hipotálamo, como cirurgias, infecções ou traumas. O outro tipo de diabete insípido é o nefrogênico, onde a hipófise produz adequadamente o ADH, mas os rins não respondem em função de um defeito nos túbulos renais que interferem na reabsorção da água. Esta forma pode ser genética ou adquirida, ocorrendo em doenças como amiloidose, mieloma, síndrome de Sjogren, anemia falciforme e hipercalcemia crônica.
Basicamente, pode ocorrer por deficiência do hormônio antidiurético (ADH) ou por resistência à sua ação nos túbulos renais.
Quando há deficiência na síntese do ADH, o diabetes insípido é chamado central, neuro-hipofisário ou neurogênico;
Quando há resistência à sua ação nos túbulos renais, é dito renal ou nefrogênico.
O diagnóstico diferencial de diabetes insípido inclui polidipsia primária (polidipsia psicogênica) e causas de diurese osmótica. Na polidipsia primária, o distúrbio inicial é o aumento da ingestão de água, manifestando-se principalmente em pacientes com transtornos psiquiátricos e mais raramente em pacientes com lesões hipotalâmicas que afetam o centro de controle da sede. O diagnóstico de diurese osmótica ocorre por aumento da filtração de um soluto osmoticamente ativo e consequente aumento do volume urinário. A mais comum, dentre as causas de diurese osmótica, é o diabetes melito, com o aumento da diurese devido à ação osmótica
da glicose na urina. É importante a diferenciação entre os tipos de diabetes insípido. Os tratamentos para o diabetes insípido central e para o renal são distintos. O diabetes insípido central, associado à redução na secreção de ADH, é mais frequentemente idiopático, ou associado a trauma, cirurgia, tumores da região hipotalâmica ou a encefalopatia hipóxica/isquêmica. Já o diabetes insípido renal, associado a diferentes graus de resistência à ação do ADH, ocorre nas formas hereditárias, induzido por fármacos (por exemplo, lítio) ou secundário à hipercalcemia.
O diabetes insípido gestacional, por expressão de vasopressinases (enzimas que degradam o ADH) pela placenta, é uma forma rara e transitória da doença, que se manifesta mais comumente no terceiro trimestre da gestação e apresenta resolução do quadro alguns dias após o parto,
Classificação para fins didáticos:
- DI central: causada pelo dano ao hipotálamo resultante de cirurgia, infecção, tumor ou acidentes vasculares encefálicos. É a condição mais comum.
- DI nefrogênico: quando o rim está lesado. Esta é uma condição rara.
- DP polidipsia primária (polidipsia psicogênica) dipsogênica: é causado por um defeito no mecanismo da sede, por um defeito no hipotálamo. Este defeito aumenta a ingestão de água através de uma sede anormal. Não é diabetes insípido.
- DI gestacional, que ocorre na gravidez.

## Tratamento
A DI central e a DI gestacional respondem ao uso de desmopressina. Na DI dipsogênica e na DI nefrogênica, a desmopressina não surte efeito.

### Critérios de inclusão
Independentemente da presença ou não de tumor, o tratamento do diabetes insípido central está indicado.
Serão incluídos os pacientes que tenham diagnóstico de diabetes insípido central baseado nos dois critérios abaixo:
• poliúria (volume urinário em 24 horas acima de 3 l [> 40 ml/kg] em adultos e adolescentes e > 2 l/m2 de superfície corporal [> 100 ml/kg] em crianças); e
• resposta à administração de desmopressina - na vigência de osmolalidade plasmática > 295 mOsm/kg ou sódio plasmático > 147mEq/l - com aumento na osmolalidade urinária > 15% e osmolaridade urinária > 600 mOsm/kg.

### Critérios de exclusão
Serão excluídos, deste protocolo de tratamento, os pacientes que apresentarem hipersensibilidade ou intolerância a desmopressina.

### Casos especiais
Pacientes com diabetes insípido gestacional que atendam aos critérios de inclusão deverão receber tratamento ao longo da gestação até a normalização do quadro, conforme especificado no Item Monitorização, e ser monitorizadas após o parto para identificar-se a necessidade de manutenção do uso de desmopressina.

### Tratamento
Desmopressina é um análogo sintético do ADH com maior tempo de ação, maior potência antidiurética e menor efeito pressórico quando comparado ao ADH. O tratamento do diabetes insípido com desmopressina tem embasamento em séries de casos. O primeiro relato de seu uso no tratamento de diabetes insípido central envolveu uma série de 10 pacientes com a condição. Nesse estudo, que utilizou como controles os dados históricos dos 10 pacientes no período em que usavam o ADH como tratamento, a desmopressina mostrou-se segura e apresentou vantagens em relação ao ADH, principalmente quanto ao número de aplicações do medicamento (6-10 doses/dia com ADH e 1-3 doses/dia com desmopressina) e aos efeitos adversos (comuns com ADH e não detectados com desmopressina.
Pela inequívoca demonstração de tratar-se de um fármaco com perfil de segurança e efetividade favoráveis, a desmopressina no tratamento do diabetes insípido central foi amplamente adotada, não existindo ensaios clínicos randomizados comparando ADH e desmopressina no tratamento da condição. Desmopressina, que é um peptídio resistente à ação das vasopressinases placentárias, é também o tratamento de escolha no diabetes insípido gestacional, com dados de segurança favoráveis tanto para a gestante como para o feto

### Fármaco
• Desmopressina: 0,1 mg/ml (100 mg/ml) com aplicação nasal (frasco de 2,5 ml em solução

### Esquemas de administração
Há duas apresentações de aplicação nasal de desmopressina disponíveis, com algumas particularidades quanto à sua administração. A solução nasal é aplicada através de túbulo plástico, que deve ser preenchido com a dose a ser utilizada, por capilaridade (encostando uma ponta do túbulo na solução contida no frasco). Após assegurar-se de que a dose está correta, uma das extremidades do túbulo é colocada na cavidade nasal, e outra, na boca do paciente. Através da extremidade colocada na boca, o medicamento é soprado para a cavidade nasal, onde é absorvido. Já a aplicação por spray nasal é realizada através de jato nasal com dose fixa de 10 mg/jato. O uso do spray nasal é mais simples, porém não permite a flexibilidade das doses que a solução nasal possibilita. O spray nasal fornece doses fixas múltiplas de 10 mg (por exemplo, 10, 20, 30 mg).
Já a solução nasal possibilita a aplicação de doses múltiplas de 5 mg (por exemplo, 5, 10, 15, 20 mg), o que pode ser mais adequado para alguns pacientes, principalmente para os pediátricos. A dose inicial de desmopressina recomendada é de 10 mg em adultos e adolescentes e de 5 mg em crianças. Sugere-se que a dose inicial seja administrada à noite e que o incremento gradual no número de aplicações e na dose seja feito de forma individualizada, de acordo com a resposta do paciente. Existem graus muito variáveis de deficiência do ADH, o que repercute na variabilidade da dose de manutenção da desmopressinna, conforme a seguir:
• desmopressina solução nasal - 5–20 mg, 1 a 3 vezes ao dia
• desmopressina spray nasal - 10–20 mg, 1 a 3 vezes ao dia
ou spray)

## Prognóstico
O tratamento do diabetes insípido central deve ser mantido por toda a vida, visto que a supressão de desmopressina pode causar risco ao paciente.

## Etimologia
"Diabetes" vem do grego diabétes, através do latim diabetes. Insipidus é o termo latino para "insípido" (sem sabor) e se refere ao fato de a urina do doente não apresentar excesso de glicose, ao contrário do doente de diabetes melito.